# Maison du gouvernement (Bakou)
La Maison du gouvernement (en azéri : Hökumət Evi) est un bâtiment gouvernemental situé à Bakou, abritant divers ministères de l’Azerbaïdjan. 

## Situation
L'édifice est situé dans le centre de la ville et sa façade principale s'ouvre sur l'avenue Nefttchiler, la place de la Liberté et le parc maritime. L'arrière du bâtiment donne sur la rue animée Uzeyir Hadjibeyov.

## Histoire du bâtiment
De 1924 à 1927, la construction de plusieurs grands bâtiments gouvernementaux est prévue et incluse dans le budget de Bakou mais ce n'est qu'en 1934 que les autorités soviétiques lancent un appel d'offres pour la construction du palais soviétique de Bakou (rebaptisé plus tard Maison du gouvernement). Le concours est remporté par les architectes de renom Lev Rudnev, V.O. Munts et K. Tkatchenko (participant). Avec quelques modifications apportées au projet initial, le bâtiment de la Maison du gouvernement est construit entre 1936 et 1952. Il est suivi de l'aménagement de la place Lénine qui s'ouvre devant lui. En 1955, un monument à la mémoire du fondateur de l'URSS, sculpté par D.M. Garyaghdi, est placé sur le devant du bâtiment. Un vaste complexe architectural est par ailleurs érigé autour de la Maison du gouvernement entre 1960 et 1970, comprenant les hôtels Azerbaïdjan et Abcheron, des bâtiments de 16 étages donnant sur la rue Uzeyir Hadjibeyov, le bâtiment d’Azerpotcht. 
La statue de Lénine est démontée dans la foulée des mouvements qui aboutissent à l'indépendance azerbaïdjanaise, à la suite de la journée du 20 janvier 1990 au cours de laquelle les troupes soviétiques massacrent 150 manifestants. Un grand drapeau de l'Azerbaïdjan se dresse maintenant à son ancien emplacement. La place Lénine est alors rebaptisée « place de la Liberté ».

## Après l'indépendance
A la restauration de l'indépendance de l'Azerbaïdjan en 1991, le bâtiment abrite de nombreuses organisations et entreprises. Après la rénovation complète du bâtiment, tous les organismes qui s'y trouvaient (Comité national de l'écologie et de la protection de l'environnement, Ministère de l'agriculture et des produits agricoles, Comité national de la géologie et des ressources minérales, Comité national de l'hydrométéorologie, Comité national des ressources matérielles, Comité national de l'amélioration de l'économie des sols et de l'eau) sont déplacés vers d'autres sites de la ville et les bureaux attribués à des organisations gouvernementales. 
En 2006, le gouvernement azerbaïdjanais a entamé des travaux de rénovation du bâtiment, qui se sont achevés en 2010. 40,8 millions de dollars ont été dépensés pour la reconstruction et l'enrichissement du parc entourant le bâtiment. Située au centre de Bakou, la Maison du gouvernement compte parmi les attractions touristiques les plus visitées de l'Azerbaïdjan. Actuellement, on y trouve plusieurs ministères, dont le ministère de la Culture, le ministère de l'Agriculture, le ministère du Travail et de la Protection sociale de la population, l'Agence des marchés publics et l'Agence du droit d'auteur de la République d'Azerbaïdjan.